# Mitsubishi Kinsei
Le Mitsubishi Kinsei (金星 : Venus) était un moteur d'aviation conçu par Mitsubishi utilisé par la marine japonaise et l'armée japonaise lors de la Seconde Guerre mondiale.
Il était également connu sous le nom de MK8, Ha-112 puis [Ha-33]. Ce moteur était un 14 cylindres en double étoile refroidi par air.
La conception était basée sur le neuf cylindres en étoile Pratt & Whitney R-1690 Hornet refroidi par air, mais avec de nombreuses modifications et améliorations.
Il équipait un grand nombre d'appareils tels que les :
- Aichi D3A Val
- Aichi E13A
- Aichi E16A Zuiun
- Douglas L2D2-L2D5
- Kawanishi H6K
- Kawasaki Ki-96
- Kawasaki Ki-100
- Kawasaki Ki-102
- Mitsubishi A6M8 Zero-sen
- Mitsubishi B5M
- Mitsubishi G3M
- Mitsubishi Ki-46
- Nakajima Ki-116 (variante du Ki-84)
- Showa/Nakajima L2D2-L2D5
- Yokosuka D4Y3-D4Y4 Judy

La famille Kinsei développait entre 910 et 1 560 ch

## Variantes
3910 ch
3 Kai910 ch
Modèle 411 075 ch
Modèle 421 075 ch
Modèle 431 000–1 080 ch
Modèle 441 000–1 075 ch
Modèle 451 075 ch
Modèle 461 070 ch
Modèle 481 080 ch
Modèle 511 300 ch
Modèle 531 300 ch
Modèle 541 200- 1300 ch
Modèle 621 560 ch
Le moteur Kinsei servit de base au moteur Ha-43 à 18 cylindres à la fin de la guerre.